# ジョヴァンナ・ダズブルゴ
ジョヴァンナ・ダズブルゴ（イタリア語: Giovanna d'Asburgo, 1547年1月24日 - 1578年4月10日）は、トスカーナ大公フランチェスコ1世・デ・メディチの最初の妃。
ドイツ語名ヨハンナ・フォン・ハプスブルク（Johanna von Habsburg）。

## 生涯
神聖ローマ皇帝フェルディナント1世と皇后アンナの末娘として生まれた。
1565年12月18日、フィレンツェでフランチェスコと結婚。フランチェスコは彼女を「青白くやせっぽちで魅力に乏しい」と見放し、ジョヴァンナはひどいホームシックに陥った。結婚生活は不幸で、彼女は夫に見向きもされず、トスカーナを自分の国と考えることができなかった。しかし、義父コジモ1世は彼女に優しく、ヴェッキオ宮殿の庭を彼女のために美しく飾り立てた。
12年の結婚生活の間に、フランス王アンリ4世妃となったマリーア（マリー・ド・メディシス）を含む8子をもうけた。

## 子女
- エレオノーラ（1566年 - 1611年） - マントヴァ公ヴィンチェンツォ1世・ゴンザーガと結婚
- ローモラ（1568年） - 早世
- アンナ（1569年 - 1584年）
- イザベッラ（1571年 - 1572年）
- ルクレツィア（1572年 - 1574年）
- マリーア（1573年 - 1642年） - フランス王アンリ4世と結婚
- フィリッポ（1577年 - 1582年）
- 男子（1578年）